# MAINWAY
MAINWAY — база данных, поддерживаемая Агентством национальной безопасности США (АНБ), содержащая метаданные для сотен миллиардов телефонных звонков, произведённых через четырёх крупнейших телефонных операторов США: AT&T, Southwestern Bell Corporation (SBC), BellSouth (все три в настоящее время называются AT&T) и Verizon.
Существование этой базы данных и программы АНБ, из которой она появилась, были неизвестны широкой публике до публикации USA Today от 10 мая 2006 года.
Предполагается, что база данных содержит более 1,9 триллиона записей о данных вызовов. Записи включают детальную информацию о вызове (вызывающий абонент, получатель вызова, дата / время вызова, длительность вызова и т. д.) для использования этой информации при анализе трафика и анализе социальных сетей, но не содержат аудиоинформацию или стенограммы содержания этих телефонных вызовов.
По словам бывшего директора АНБ Майкла Хейдена, АНБ пыталось развернуть MAINWAY до 11 сентября, в ответ на планы «атак тысячелетия», но не сделала этого, поскольку использование программы MAINWAY противоречило законодательству США.